# Kanczyl
Kanczyl (Tragulus) – rodzaj ssaków parzystokopytnych z rodziny kanczylowatych (Tragulidae). Wobec zwierząt z tego rodzaju potocznie bywa używana nazwa „myszojeleń”, która jest dosłownym tłumaczeniem angielskiej nazwy zwyczajowej mouse-deer.

## Rozmieszczenie geograficzne
Występują w Azji Południowo-Wschodniej.

## Charakterystyka
Długość ciała 37–68 cm, ogona 4–9 cm; masa ciała 1,5–4,5 kg. Charakteryzują się budową ciała delikatniejszą od wodnokanczyla afrykańskiego, cienkimi kończynami i małymi racicami.

## Systematyka
Rodzaj zdefiniował w 1762 roku francuski zoolog Mathurin Jacques Brisson w publikacji swojego autorstwa dotyczącej systematyki ssaków. Brisson w swoim pierwotnym opisie nie wymienił żadnego gatunku, w ramach późniejszego oznaczenia w 1998 roku Międzynarodowa Komisja Nomenklatury Zoologicznej na gatunek typowy wyznaczyła kanczyla jawajskiego (T. javanicus).

### Etymologia
- Tragulus: łac. tragus „koza”, od gr. τραγος tragos ‘koza’; przyrostek zdrabniający -ulus[18].
- Lagonebrax (Lagonobrax): gr. λαγως lagōs ‘zając; νεβραξ nebrax ‘młody jeleń, jelonek’[19]. Gatunek typowy: Gloger wymienił dwa gatunki – Moschus meminna Erxleben, 1777 i Moschus javanicus J.F. Gmelin, 1788 (= Cervus javanicus Osbeck, 1765) – nie wyznaczając gatunku typowego.
- Napu: rodzima, malajska nazwa dla kanczyla zaadaptowana przez Frédérica Cuviera[20]. Gatunek typowy (oznaczenie monotypowe): Moschus Napu F. Cuvier, 1822.

### Podział systematyczny
Do rodzaju należą następujące gatunki:
| Grafika | Gatunek              | Autor i rok opisu | Nazwa zwyczajowa        | Podgatunki         | Rozmieszczenie geograficzne | Podstawowe wymiary                              | Status IUCN |
| ------- | -------------------- | ----------------- | ----------------------- | ------------------ | --- | ----------------------------------------------- | ----------- |
|         | Tragulus versicolor  | O. Thomas, 1910   | kanczyl srebrnogrzbiety | gatunek monotypowy | endemit Wietnamu (jeśli nadal istnieje, prawdopodobnie Wietnam oraz ewentualnie sąsiadująca Kambodża i Laos; granice zasięgu nieznane); zakres wysokości: 0–500 m n.p.m.                                                                                      | DC: około 40 cm DO: około 5 cm MC: około 1,7 kg | DD          |
|         | Tragulus kanchil     | (Raffles, 1821)   | kanczyl orientalny      | 16 podgatunków     | kontynentalna Azja Południowo-Wschodnia (południowa Mjanma, Tajlandia, Laos, Wietnam, Kambodża i Półwysep Malajski), Sumatra, Borneo oraz wiele wysp i archipelagów; być może Chińska Republika Ludowa (południowy Junnan); zakres wysokości: do 600 m n.p.m. | DC: 35–55 cm DO: 6–9 cm MC: 1,5–2,5 kg          | LC          |
|         | Tragulus williamsoni | Kloss, 1961       | kanczyl skryty          | gatunek monotypowy | Tajlandia i południowa Chińska Republika Ludowa (południowy Junnan); być może Laos, Wietnam i Mjanma | brak danych                                     | DD          |
|         | Tragulus javanicus   | (Osbeck, 1765)    | kanczyl jawajski        | gatunek monotypowy | endemit Indonezji: Jawa; niepotwierdzony na Bali; zakres wysokości: 0–1600 m n.p.m. | DC: 50–55 cm DO: 4–6 cm MC: 1,7–2,1 kg          | DD          |
|         | Tragulus napu        | (F. Cuvier, 1822) | kanczyl okazały         | 7 podgatunków      | południowa Mjanma, Półwysep Malajski, Singapur, Sumatra, Borneo oraz wiele wysp i archipelagów na morzu; zakres wysokości: 0–1100 m n.p.m. | DC: 42–68 cm DO: około 8,5 cm MC: 3,5–4,5 kg    | LC          |
|         | Tragulus nigricans   | O. Thomas, 1892   | kanczyl ciemny          | gatunek monotypowy | endemit Filipin: region Palawanu (Balabac, Ramos i Bugsuk); introdukowany na Calauit i Palawan | DC: 40–47 cm DO: 6,8–8,5 cm MC: brak danych     | EN          |

Kategorie IUCN:  LC  – gatunek najmniejszej troski,  EN  – gatunek zagrożony,  DD  – gatunki o nieokreślonym stopniu zagrożenia.